# Bérbaltavár
Bérbaltavár là một thị trấn thuộc hạt Vas, Hungary. Thị trấn này có diện tích 25,67 km², dân số năm 2010 là 494 người, mật độ 19 người/km².